# Елизаветовский сельский совет (Харьковская область)
Елизаветовский сельский совет — входит в состав Лозовского района Харьковской области
Украины.
Административный центр сельского совета находится в селе Елизаветовка.

## История
- 1991 — дата образования.

## Населённые пункты совета
- село Елизаветовка